# 菲爾·齊默爾曼
小菲利普·R·齊默爾曼（英語：Philip R. Zimmermann, Jr.，1954年2月12日—），暱稱菲爾·齊默爾曼（Phil Zimmermann），生於美國新澤西州肯頓，計算機科學家、發明家與企業家，為良好隱私密碼法（PGP）的發明者。他在VoIP上也發明了數個加密方法，例如ZRTP與Zfone。他是Silent Circle公司的共同創辦者與現任董事長。

## 生平
其父親是一位水泥預拌車司機。
1978年，齊默爾曼在佛罗里达大西洋大学取得計算機科學理學士。畢業後由佛羅里達州搬到舊金山灣區。在1980年代，他曾居住在波德，擔任軟體工程師。
1991年，他發表了良好隱私密碼法（PGP）的程式，包括程式碼與執行檔，皆放在公開FTP站上，供人自由下載。第一個版本的PGP程式與其中使用的加密演算法BassOmatic都是由齊默爾曼發展出來。
因為PGP中使用了RSA演算法，侵犯了專利權，RSA Security公司向美國政府提出報告。美國政府長期將密碼學視為是軍需品，需要管制。在美國政府啟動調查之後，因為PGP中使用的密鑰，齊默爾曼被指控違反了武器出口限制法案（Arms Export Control Act）。經過三年的調查，齊默爾曼最終並未被起訴。
在1996年，美國政府確定不起訴之後，齊默爾曼創立了PGP公司，並釋出新的PGP程式版本。1997年12月，PGP公司被Network Associates（NAI）併購。在併購後，接下來三年，齊默爾曼以資深成員的身份繼續留在公司工作。

## 齊默爾曼定律
2013年，一篇關於齊默爾曼定律的文章援引了齊默爾曼的話，他在談到摩爾定律時說道：「技術往往會自然地朝著易於監控的方向發展，計算機追踪我們的能力每18個月就會增加一倍」。